# 제16회 제천국제음악영화제
제16회 제천국제음악영화제는 2020년 8월 13일에 열린 시상식이다.

## 수상 및 후보

### 대상
- 재거리: 잠비아 록밴드의 전설 - 지오 아를로따 수상

### 심사위원 특별언급
- 포코 아 포코:조금씩 서서히 - 김지희 수상

### 음악영화 제작지원-제작지원금 5천 만원
- 아치의 노래 - 고영재 수상

### 음악영화 제작지원-제작지원금 5백 만원
- 구전가요 - 이병훈 수상
- 언니를 기억해 - 조하영 수상

### 음악영화 제작지원-후반작업 지원(음향 마스터링)
- 블루 - 김영환 수상

### 음악영화 제작지원-후반작업 지원(디지털 색보정)
- 지고, 지순 - 고승환 수상

### 올해의 큐레이터
- 시네마 천국 - 쥬세페 토르나토레
- 라스트 콘서트 - 루이지 코지
- 플란다스의 개 - 봉준호
- 형사 Duelist - 이명세
- 봄날은 간다 - 허진호

### 세계 음악영화의 흐름
- 브링 다운 더 월 - 필 콜린스
- 온 더 레코드 - 커비 딕 외 1명
- 로비 로버트슨과 더 밴드의 신화 - 다니엘 로허
- 음악 - 켄지 이와이사와
- 들려줘, 너를 볼 수 있게: 벨그라드 라디오 이야기 - 마리아 스토닉
- 재거리: 잠비아 록밴드의 전설 - 지오 아를로따
- 여전히 밤은 깊지만 - 구스타보 가우벙

### 세계 음악영화의 풍경
- 대나무로 엮은 경극장 - 척 청
- 키보드 판타지: 비버리 글렌 코플랜드 이야기 - 포시 딕슨
- 마르가리타의 선율 - 에드가르도 코자린스키
- 마라케시의 여인 - 신재원
- 프렐류드 - 아드리아 구센스
- 클라라 루치아니의 삶과 노래 - 벤자민 몬텔
- 아이돌스 네버 다이 - 제롬 유
- 메리의 호접몽 - 넬슨 여

### 故엔니오 모리꼬네 추모상영
- 원스 어폰 어 타임 인 아메리카 - 세르지오 레오네
- 시네마 천국 - 쥬세페 토르나토레
- 헤이트풀8 - 쿠엔틴 타란티노
- 피아니스트의 전설 - 쥬세페 토르나토레
- 미션 - 롤랑 조페

### 홈커밍데이
- 파라디소 콘서트홀의 추억 - 예론 베르크펜스
- 아메리칸 포크 - 데이비드 하인즈
- 장고 인 멜로디 - 에티엔 코마
- 코펜하겐의 두 재즈 거장 - 야누스 쾨스터-라스무센
- 칠레 음악에로의 여행 - 나후엘 로페즈
- 킨샤사 심포니 - 클라우스 비쉬만 외 1명
- 지미 페이지 따라하기 - 피터 마이클 다우드
- 다방의 푸른 꿈 - 김대현
- 산을 휘감는 노래 - 아누슈카 미낙시 외 1명
- 파라디소 콘서트홀의 추억 - 예론 베르크펜스
- 서칭 포 슈가맨 - 말릭 벤젤룰
- 아메리칸 포크 - 데이비드 하인즈
- 장고 인 멜로디 - 에티엔 코마
- 코펜하겐의 두 재즈 거장 - 야누스 쾨스터-라스무센
- 칠레 음악에로의 여행 - 나후엘 로페즈
- 킵 온 키핑 온 - 알란 힉스
- 킨샤사 심포니 - 클라우스 비쉬만 외 1명
- 지미 페이지 따라하기 - 피터 마이클 다우드
- 다방의 푸른 꿈 - 김대현
- 산을 휘감는 노래 - 아누슈카 미낙시 외 1명

### 한국 음악영화의 오늘: 장편
- 삼비스타 - 송우진
- 래퍼 등에 소리꾼 - 김병일
- 사랑 (사이) 깍두기 - 박세영
- 가만한 - 손모아 외 1명
- 카오산 탱고 - 김범삼

### 한국 음악영화의 오늘: 단편
- 특이점 : 기타 - 이연승
- 밤의 침묵 - 이승현
- 하드케이스 - 박상준
- 새장 - 윤대원
- 사나이신드롬 - 허건
- 서울소리 - 김경배
- 지하철 속 오디션 - 손희송
- 춤을 추고 있어 - 신시아
- 연주의 시간 - 최의수
- 떠나야할 그 사람 - 이안
- 프리랜서 - 손수현
- 프리다이빙 - 고결
- 플레이백 - 김태웅
- 우리는 사랑 아니면 여행이겠지 - 박경진
- 축가 - 김용승
- 연습생 - 박지인
- 그 집에 술이 있다 - 목수김씨
- 씨티라이트 - 오동하
- 싫다는 게 아니라 - 주영
- 엘비스는 이제 여기 살지 않는다 - 최보규
- 잘 들었어요 - 손동완
- 컨트롤 - 곽새미
- 우주의 끝 - 한병아
- 인그라운드 - 이준혁
- 시선 - 김원진
- 풀이 나지 않는 땅 - 강소현
- 베러플레이스 - 송현범
- 내 33만원짜리 기타 - 이태우

### 한국 음악영화의 발자취
- 유열의 음악앨범 - 정지우
- 삼거리 극장 - 전계수
- 쎄시봉 - 김현석
- 해어화 - 박흥식
- 고고70 - 최호
- 정글 스토리 - 김홍준
- 라듸오 데이즈 - 하기호

### 메이드 인 제천
- 당신의 나비 - 문규열
- 따뜻한 방 - 최춘희
- 레디액션 리포트 - 이준형
- 만원 - 김종민 외 1명
- 품안의 자식 - 박종기
- 벅서 - 임원석 외 1명